# Niger i olympiska sommarspelen 1972
Niger deltog med 4 deltagare vid de olympiska sommarspelen 1972 i München. Totalt vann de en bronsmedalj.

## Medaljer

### Brons
- Issaka Daborg - Boxning, lätt weltervikt.

## Boxning
- Issaka Daborg
- Issoufou Habou
- Harouna Lago
- Mayaki Seydou